# Stąporków (gmina)
Pour les articles homonymes, voir Stąporków.
La gmina de Stąporków est une commune urbaine-rurale de la voïvodie de Sainte-Croix et du powiat de Końskie. Elle s'étend sur 231,41 km2 et comptait 18 313 habitants en 2006. Son siège est la ville de Stąporków qui se situe à environ 11 kilomètres au sud-est de Końskie et à 30 kilomètres au nord de Kielce.

## Villages
Hormis la ville de Stąporków, la gmina de Stąporków comprend les villages et localités d'Adamek, Bień, Błaszków, Błotnica, Boków, Czarna, Czarniecka Góra, Duraczów, Furmanów, Gosań, Grzybów, Gustawów, Hucisko, Janów, Kamienna Wola, Komorów, Kozia Wola, Krasna, Lelitków, Luta, Modrzewina, Mokra, Nadziejów, Niekłań Mały, Niekłań Wielki, Odrowąż, Pardołów, Piasek, Smarków, Świerczów, Wąglów, Wielka Wieś, Włochów, Wólka Plebańska et Wólka Zychowa.

## Gminy voisines
La gmina de Stąporków est voisine des gminy de Bliżyn, Chlewiska, Końskie, Mniów, Przysucha, Smyków et Zagnańsk.